# Ocyllus
Ocyllus is een geslacht van spinnen uit de  familie van de Thomisidae (krabspinnen).

## Soorten
- Ocyllus binotatus Thorell, 1887
- Ocyllus pallens Thorell, 1895